# Astatoreochromis vanderhorsti
Astatoreochromis vanderhorsti è una specie di ciclidi haplochromini.
Risiede in Burundi e in Tanzania. Il suo habitat naturale sono i fiumi.